# Sunwu
Sunwu är ett härad som lyder under Heihes stad på prefekturnivå i Heilongjiang-provinsen i nordöstra Kina, omkring 410 kilometer norr om provinshuvudstaden Harbin. 